# فلورنسا (لوس أنجلوس)

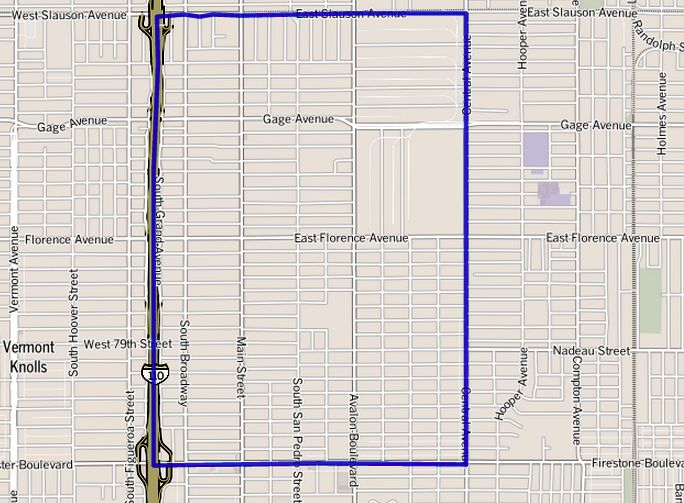
حي فلورنسا في مدينة لوس أنجلوس، كما رسمتها لوس أنجلوس تايمز

فلورنسا هو حي يبلغ طوله 2.8 كيلومتر مربع في لوس أنجلوس، كاليفورنيا. وجزء من منطقة جنوب لوس أنجلوس حيث يسكن أكثر من 46.000 نسمة.